# Jørgen Lindhardtsen
Jørgen Lindhardtsen –también escrito como Jørgen Lindhardsen– (Nakskov, 25 de abril de 1945) es un deportista danés que compitió en vela en las clases Soling y Finn.
Ganó una medalla de plata en el Campeonato Mundial de Soling de 1977 y una medalla de bronce en el Campeonato Europeo de Soling de 1977. Además, obtuvo una medalla de bronce en el Campeonato Mundial de Finn de 1984 y dos medallas de plata en el Campeonato Europeo de Finn, en los años 1981 y 1985.

## Palmarés internacional
| Campeonato Mundial | Campeonato Mundial | Campeonato Mundial | Campeonato Mundial |
| Año                | Lugar              | Medalla            | Clase              |
| ------------------ | ------------------ | ------------------ | ------------------ |
| 1977               | Hankø (Noruega)    | Medalla de plata   | Soling             |
| Campeonato Europeo |                    |                    |                    |
| Año                | Lugar              | Medalla            | Clase              |
| 1977               | Atenas (Grecia)    | Medalla de bronce  | Soling             |

| Campeonato Mundial | Campeonato Mundial | Campeonato Mundial | Campeonato Mundial |
| Año                | Lugar              | Medalla            | Clase              |
| ------------------ | ------------------ | ------------------ | ------------------ |
| 1984               | Anzio (Italia)     | Medalla de bronce  | Finn               |
| Campeonato Europeo |                    |                    |                    |
| Año                | Lugar              | Medalla            | Clase              |
| 1981               | Atenas (Grecia)    | Medalla de plata   | Finn               |
| 1985               | Atenas (Grecia)    | Medalla de plata   | Finn               |